# Luca Ivanković
Luca Ivanković (Split, 26. rujna 1987.) hrvatska košarkašica članica Hrvatske košarkaške reprezentacije, igra na poziciji centra. Članica je turskog Besiktasa.

## Karijera
Luca je profesionalnu karijeru započela 2005. godine u košarkaškom klubu Montmontaža, 2006. prelazi u ŽKK Jolly Šibenik.
Sudjelovala je na završnom turniru europskog prvenstva 2007. godine.
2008. je bila u skupini igračica koje je pozvao izbornik Nenad Amanović na pripreme za EP 2009.